# Большой Бассейн
Большо́й Бассе́йн (англ. Great Basin) — пустынное нагорье на западе Северной Америки, самое большое объединение территорий c бессточными впадинами на континенте. Большой Бассейн протянулся с севера на юг и ограничен на западе хребтом Сьерра-Невада и Каскадными горами, на востоке — Скалистыми горами. Площадь — более 500 000 км². Рельеф представляет собой множество коротких хребтов (высотой до 3900 м), обычно ориентированных с севера на юг, и обширных котловин между ними, соединённых между собой, большинство из них являются пустынями или полупустынями. На территории Большого Бассейна находится бо́льшая часть штата Невада, западная половина Юты, частично Калифорния, Орегон и Айдахо.
Большой Бассейн является одним из самых засушливых регионов Америки и не имеет стока (большинство рек и озёр высохли). Около 10 000 лет назад большую часть его территории покрывали два крупных озера, от которых сохранилось Большое Солёное озеро, солончаки и обширные плоские равнины, служившие дном древних озёр. Самой крупной рекой является Гумбольдт, одной из крупных является Траки. С геологической точки зрения, бассейн находится в процессе растяжения и разлома.
Регион слабо заселён (два крупнейших города — Солт-Лейк-Сити и Рино).
Исторически на этой территории проживали индейцы Большого Бассейна.